# Leucochrysa bullata
Leucochrysa bullata är en insektsart som beskrevs av C. Tauber 2007. Leucochrysa bullata ingår i släktet Leucochrysa och familjen guldögonsländor. Inga underarter finns listade i Catalogue of Life.